# Rem als Jocs Olímpics d'estiu de 1928
Als Jocs Olímpics de 1928 celebrats a la ciutat d'Amsterdam (Països Baixos) es disputaren set proves de rem, totes elles en categoria masculina. Les proves es realitzaren entre els dies 2 i 10 d'agost de 1928.

## Comitès participants
Hi participaren un total de 245 remers d'un total de 19 comitès diferents:
| - Alemanya (23) - Àustria (2) - Argentina (9) - Austràlia (1) - Bèlgica (21) - Canadà (11) - Dinamarca (10) - Estats Units (26) - França (26) - Hongria (6) | - Itàlia (26) - Japó (6) - Mònaco (5) - Països Baixos (21) - Polònia (14) - Regne Unit (23) - Sud-àfrica (1) - Suïssa (13) - Txecoslovàquia (1) |

## Resum de medalles
| Prova                        | Or | Argent | Bronze |
| Scull individual detalls     | Bobby Pearce | Kenneth Myers | Theodore Collet |
| Doble scull detalls          | Estats UnitsPaul Costello · Charles McIlvaine | CanadàJoseph Wright · Jack Guest | ÀustriaLeo Losert · Viktor Flessl |
| Dos sense timoner detalls    | AlemanyaBruno Müller · Kurt Moeschter | Regne UnitTerence O'Brien · Robert Nisbet | Estats UnitsPaul McDowell · John Schmitt |
| Dos amb timoner detalls      | SuïssaHans Schöchlin · Karl Schöchlin · Hans Bourquin | FrançaArmand Marcelle · Edouard Marcelle · Henri Préaux | BèlgicaLéon Flament · François de Coninck · Georges Anthony                                                                                       |
| Quatre sense timoner detalls | Regne UnitJohn Lander · Michael Warriner · Richard Beesly · Edward Vaughan Bevan                                                                                      | Estats UnitsCharles Karle · William Miller · George Healis · Ernest Bayer                                                                                   | ItàliaCesare Rossi · Pietro Freschi · Umberto Bonadè · Paolo Gennari                                                                              |
| Quatre amb timoner detalls   | ItàliaValerio Perentin · Giliante D'Este · Nicolò Vittori · Giovanni Delise · Renato Petronio                                                                         | SuïssaErnst Haas · Joseph Meyer · Otto Bucher · Karl Schwegler · Fritz Bösch                                                                                | PolòniaFranciszek Bronikowski · Edmund Jankowski · Leon Birkholc · Bernard Ormanowski · Bolesław Drewek                                           |
| Vuit amb timoner detalls     | Estats UnitsMarvin Stalder · John Brinck · Francis Frederick · William Thompson · William Dally · James Workman · Hubert A. Caldwell · Peter Donlon · Donald Blessing | Regne UnitJamie Hamilton · Guy Oliver Nickalls · John Badcock · Donald Gollan · Harold Lane · Gordon Killick · Jack Beresford · Harold West · Arthur Sulley | CanadàFrederick Hedges · Frank Fiddes · John Hand · Herbert Richardson · Jack Murdoch · Athol Meech · Edgar Norris · William Ross · John Donnelly |

## Medaller
| Posició | País         | Or | Argent | Bronze | Total |
| 1       | Estats Units | 2  | 2      | 1      | 5     |
| 2       | Regne Unit   | 1  | 2      | 1      | 4     |
| 3       | Suïssa       | 1  | 1      | 0      | 2     |
| 4       | Itàlia       | 1  | 0      | 1      | 2     |
| 5       | Alemanya     | 1  | 0      | 0      | 1     |
| 5       | Austràlia    | 1  | 0      | 0      | 1     |
| 7       | Canadà       | 0  | 1      | 1      | 2     |
| 8       | França       | 0  | 1      | 0      | 1     |
| 9       | Àustria      | 0  | 0      | 1      | 1     |
| 9       | Bèlgica      | 0  | 0      | 1      | 1     |
| 9       | Polònia      | 0  | 0      | 1      | 1     |